# Elemér Gorondy-Novák
Elemér Gorondy-Novák, madžarski general, * 1885, † 1954.